# 2-ノネナール
2-ノネナール（2-Nonenal）は、不飽和アルデヒドの一種であり、油臭くて青臭いニオイを有する。熟成したビールとソバの重要な芳香成分であり、品質劣化したビール、長時間加熱したリノール酸を豊富に含む食用油からも検出されるもので、オリス（ニオイアヤメ）、脂肪そしてキュウリの知覚概念である。資生堂リサーチセンターの土師信一郎らによってヒトの体臭中にも存在することが見出され、加齢臭との関連が研究されている。

## 加齢臭との関連について
2001年4月発行のJournal of Investigative Dermatology（JID）において、資生堂リサーチセンターの土師信一郎らによって"2-Nonenal, Newly Found in Human Body Odor Tends to Increase with Aging"の表題で発表された。
この論文で彼らは、26歳から75歳までの男女22人に対し、3日連続で同一のシャツを夜間に着用させた上で、これらのシャツに捕集された体臭成分を抽出し、ヘッドスペースガスクロマトグラフィー/マススペクトルにより分析した。彼らは多くの体臭成分の濃度は年齢による影響は小さいが、中高年では2-ノネナールの濃度がもっとも顕著に増加する傾向があると結論づけた。さらに、2-ノネナールは皮膚表面に見られるパルミトレイン酸やバクセン酸のようなω-7不飽和脂肪酸の酸化的分解反応によって生じることを究明した。
彼らは、シャツに縫い込まれたガーゼパッドでサンプルを集め、溶媒にヘキサンを用いて脂質を抽出することによって皮膚表面の脂質の濃度を分析し、サピエン酸のようなω-10脂肪酸の濃度は年齢による変化は見られないが、ω-7脂肪酸の濃度は加齢によって増加することを報告した。
但し、ロート製薬の研究によると「19 - 79歳の男女25人を対象にした試験では41歳を境に増加した体臭成分はジメチルスルホンとベンゾチアゾールの2成分だけであったり、21 - 34歳までの女性10人を調査した結果でも2-ノネナールが検出されたりしていた」として“女性の加齢臭は、中高年男性の加齢臭の原因として知られる2-ノネナールとは断定できない”という。